# Championnat du monde masculin de curling 2017
Navigation
Édition précédente Édition suivante
Le Championnat du monde de curling masculin 2017, cinquante-neuvième édition des championnats du monde de curling, a lieu du 1er au 7 avril 2017 à Edmonton, au Rexall Place au Canada.

## Round Robin

### Classement
| Place | Pays       | Skip              | V  | D  | PP | PC | Ends V | Ends D | Ends nuls | Ends volés | Shot % |
| ----- | ---------- | ----------------- | -- | -- | -- | -- | ------ | ------ | --------- | ---------- | ------ |
| 1     | Canada     | Brad Gushue       | 11 | 0  | 94 | 35 | 45     | 29     | 9         | 11         | 92 %   |
| 2     | Suède      | Niklas Edin       | 9  | 2  | 85 | 52 | 46     | 39     | 10        | 7          | 86 %   |
| 3     | Suisse     | Peter de Cruz     | 8  | 3  | 70 | 58 | 44     | 40     | 15        | 10         | 84 %   |
| 4     | États-Unis | John Shuster      | 8  | 3  | 72 | 56 | 45     | 38     | 9         | 12         | 83 %   |
| 5     | Chine      | Liu Rui           | 6  | 5  | 72 | 70 | 41     | 43     | 9         | 5          | 83 %   |
| 6     | Écosse     | David Murdoch     | 6  | 5  | 69 | 60 | 47     | 41     | 14        | 11         | 86 %   |
| 7     | Japon      | Yusuke Morozumi   | 5  | 6  | 68 | 64 | 42     | 44     | 5         | 9          | 81 %   |
| 8     | Norvège    | Steffen Walstad   | 5  | 6  | 64 | 71 | 46     | 41     | 15        | 13         | 83 %   |
| 9     | Italie     | Joël Retornaz     | 4  | 7  | 63 | 72 | 38     | 45     | 13        | 7          | 79 %   |
| 10    | Allemagne  | Alexander Baumann | 3  | 8  | 51 | 77 | 37     | 47     | 17        | 6          | 80 %   |
| 11    | Pays-Bas   | Jaap van Dorp     | 1  | 10 | 50 | 89 | 40     | 45     | 12        | 8          | 78 %   |
| 12    | Russie     | Alexey Timofeev   | 0  | 11 | 47 | 96 | 34     | 51     | 8         | 5          | 76 %   |

## Playoffs

### Tableau
La phase finale se dispute entre les quatre meilleures équipes suivant le système Page (en). Les plays-off opposent le 3e au 4e (première rencontre) et le 1er au 2e (deuxième rencontre). Le vainqueur de la première rencontre est qualifié pour la demi-finale contre le perdant de la deuxième rencontre. Le perdant de ce match dispute le match pour la 3e place contre le perdant de la première rencontre des play-offs, le gagnant joue la finale contre le vainqueur de la deuxième rencontre des plays-off.
|  | Playoff système Page | Playoff système Page | Playoff système Page |  |   | Demi-finale | Demi-finale | Demi-finale |   |       | Finale | Finale | Finale |
|  |                      |                      |                      |  |   |             |             |             |   |       |        |        |        |
|  |                      |                      |                      |  |   |             |             |             |   |       |        |        |        |
|  | 1                    | Canada               | 7                    |  |   |             |             |             |   |       |        |        |        |
|  | 2                    | Suède                | 4                    |  |   |             |             |             |   |       | 1      | Canada | 4      |
|  |                      |                      |                      |  | 2 | Suède       | 6           |             | 2 | Suède | 2      |        |        |
|  |                      |                      |                      |  | 3 | Suisse      | 5           |             |   |       |        |        |        |
|  | 3                    | Suisse               | 11                   |  |   |             |             |             |   |       |        |        |        |
|  | 4                    | États-Unis           | 4                    |  |   |             |             |             |   |       |        |        |        |

|  | 3e place |            |   |
|  |          |            |   |
|  | 3        | Suisse     | 7 |
|  | 4        | États-Unis | 5 |